# Quartet de Barcelona
El Quartet de Barcelona es un cuarteto de cuerdas con sede en Barcelona, que fue fundado en 1997. 

## Historia
El Quartet de Barcelona se constituyó y debutó en 1997. Desde entonces, ha actuado en Alemania, Francia y en los más prestigiosos festivales de España, recibiendo elogios de la crítica especializada. En su repertorio se incluyen las obras más significativas desde el clasicismo hasta nuestros días. Con ellos han colaborado diferentes artistas entre los cuales cabe destacar el violonchelista Marçal Cervera, el violista Garfield Jackson, los pianistas Jordi Masó, Albert Giménez, Gennady Dzubenko y Leonora Milà, el clarinetista Oriol Romaní, el flautista Jordi Palau y los guitarristas Arnaldur Arnalson y Jim Hall.

## Miembros
Está integrado por Marc Armengol y Edurne Vila (violines), Ulrike Janssen (viola) y Sergi Boadella (violonchelo). 

## Discografía
Su discografía contiene cuatro grabaciones con música de Ludwig van Beethoven, Juan Crisóstomo de Arriaga, Antonín Dvořák, Dmitri Shostakóvich, Eduard Toldrà, Joaquín Turina, Vladimir Blok, Joaquim Homs y Miquel Roger. 
Han estrenado obras de los compositores Jordi París, David Esterri, Jep Nuix y Miquel Roger, alguna de las cuales les fue dedicada.

### Álbumes
- 2000 Eduard Toldrà: Vistes al mar
- 2000 Joaquim Homs: Viacrucis (estreno mundial)
- 2004 Joaquín Turina: La oración del torero
- 2004 Vladimir Blok: Quartet (estreno mundial)